# Edwin de Vries
 (janvier 2019).
Si vous disposez d'ouvrages ou d'articles de référence ou si vous connaissez des sites web de qualité traitant du thème abordé ici, merci de compléter l'article en donnant les références utiles à sa vérifiabilité et en les liant à la section « Notes et références ».
Edwin de Vries, né le 14 janvier 1950 à Amsterdam, est un acteur et scénariste néerlandais.

## Filmographie

### Acteur
- 1961 : De laatste passagier (nl) : Peter van Rhijn
- 1982 : Golven : Bernard
- 1983 : Giovanni
- 1984 : De Schorpioen (nl) : Ducroo
- 1986 : In de schaduw van de overwinning (nl) :	David Blumberg
- 1987 : Een Maand Later (nl) : Constant
- 1989 : Jan Rap en z'n maat (nl) : Tymen, le directeur
- 1989 : Leedvermaak (nl) : Hans
- 1989 : Pinter-cyclus
- 1990-1992 : In de Vlaamsche pot (nl) : Karel Visser
- 1991 : 12 steden, 13 ongelukken (nl) :	René
- 1991 : Jaloezieën : Charles
- 1992-1993 : Vera Wesskamp : Hans-Otto Heeveningen
- 1993 : Naarden Vesting : Paul
- 1993 : Flodder (nl) : Vitorio
- 1995 : Coverstory (nl) : Arno Gellinghuis
- 1995 : Hoogste tijd : Bram Polak
- 1995-1996 : M'n dochter en ik (nl) : Simon ten Cate
- 1995 : Aletta Jacobs: Het hoogste streven (nl)	: Professeur Rosenstein
- 1998 : À la recherche du passé (Left Luggage) : Hasid 1
- 1999 : Issue de secours (Do Not Disturb) : Gast in kamerjas[Quoi ?]
- 2000 : Baantjer : Stef van Veggel
- 2001 : Qui Vive (nl) : Hans
- 2002 : Russen (nl) : Max Krijgsman
- 2003 : Rosenstraße : le père d'Erika
- 2003-2005 : Meiden van De Wit (nl) : l'avocat Jacob Lindner
- 2004 : Spangen (nl) (série télévisée) : le criminel
- 2006 : Baantjer (série télévisée) : Leo Gans
- 2007 : Dennis P. (nl) : Directeur diamanthandel
- 2008 : Keyzer & De Boer Advocaten : Max Geurtsen
- 2009-2010 : S1ngle (nl) (série télévisée) : Bram Wesseldijk
- 2009 : Happy End : Hans
- 2011 : Isabelle (nl) : le père d'Isabelle

### Scénariste
- 1998 : À la recherche du passé (Left Luggage)
- 2001 : La Découverte du ciel (The Discovery of Heaven)
- 2001 : De Vriendschap (nl)
- 2008 : Zomerhitte (nl)
- 2012 : Dokter Deen (nl)

## Vie privée
Depuis 1991, il est marié avec l'actrice Monique van de Ven.